# Schloss Limberg (Niederösterreich)

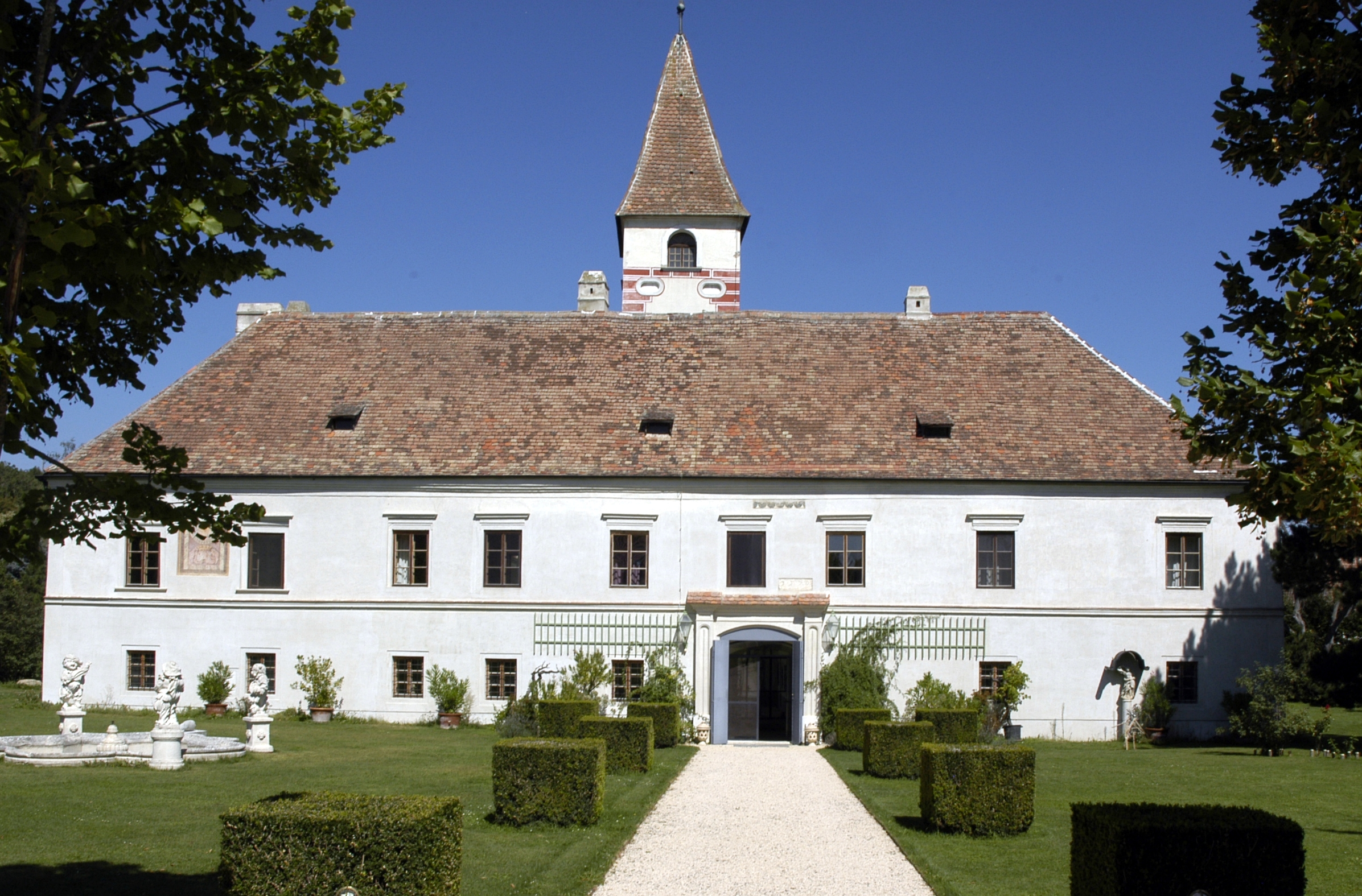
Schloss Limberg

Das Schloss Limberg liegt in der Ebene östlich des gleichnamigen Ortes in der Gemeinde Maissau in Niederösterreich und steht gemäß Bescheid des Bundesdenkmalamtes unter Denkmalschutz (Listeneintrag). Das Schloss befindet sich in Privatbesitz und ist nicht allgemein zugänglich.

## Geschichte

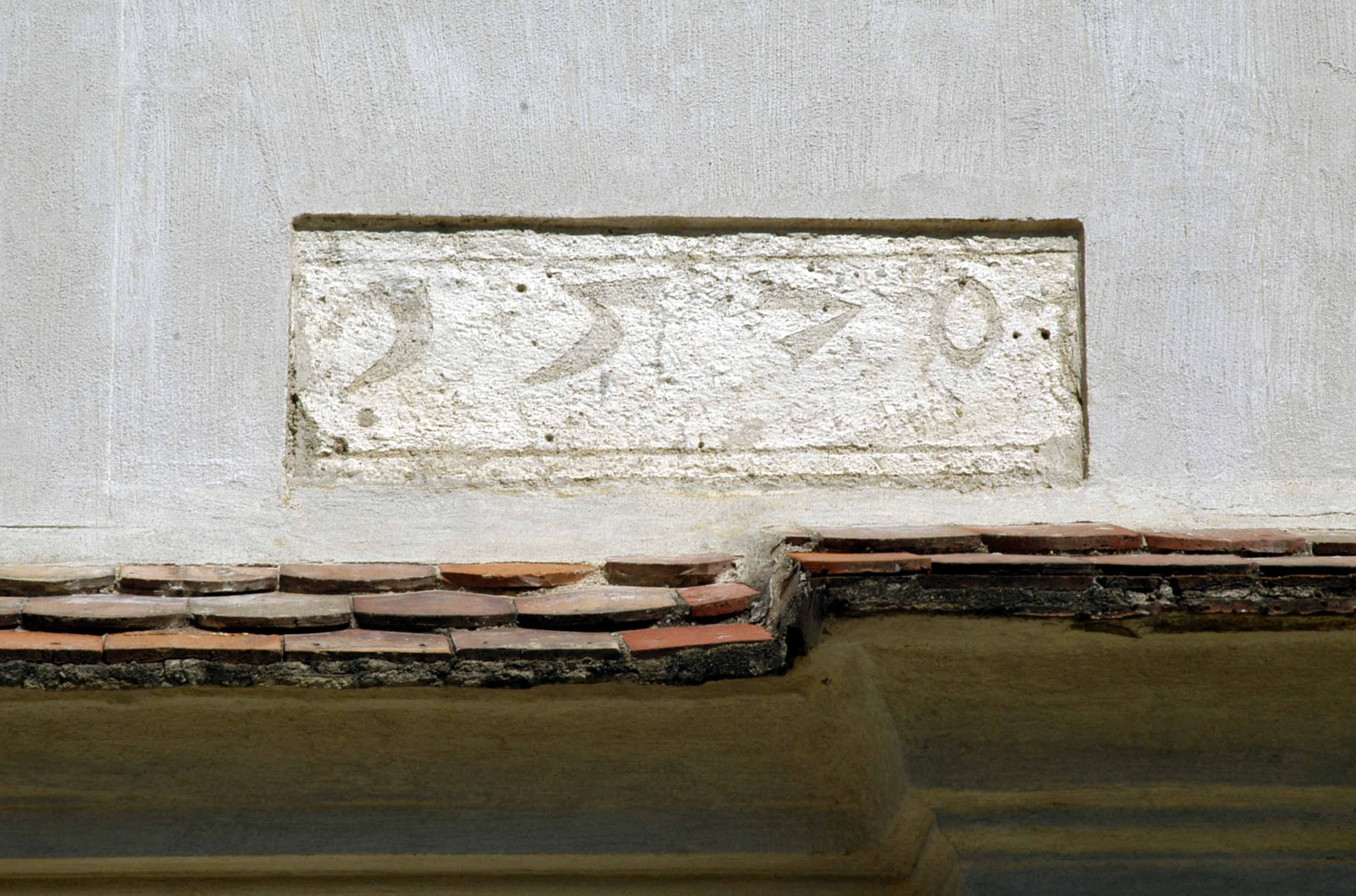
Bezeichnung „1570“ über dem Portal an der Südfassade

Bereits im Jahre 1294 ist in Limberg eine Burg im Besitz der Zinken urkundlich erwähnt. Diese „Veste Limburg zu Limberg“ befand sich erhöht gelegen in der Nähe der Pfarrkirche und war schon im 16. Jahrhundert verfallen. Sie war ganz oder teilweise von Wasser umgeben. Die Mappe von 1823 des Franziszeischen Katasters verzeichnet an dieser Stelle noch einen großen Teich, der später mit den Resten der verfallenen Burg aufgeschüttet worden sein dürfte.
An der Stelle des heutigen Schlosses befand sich damals vermutlich ein zur Burg gehörender Meierhof oder Edelsitz, der um 1570 zu einem Schloss ausgebaut wurde.
Im Jahre 1755 ging der Besitz an das Stift Altenburg und diente als Lesehof inmitten eines Obstgartens. Vom Stift erwarb es der heutige Besitzer.

## Baubeschreibung

### Hauptgebäude

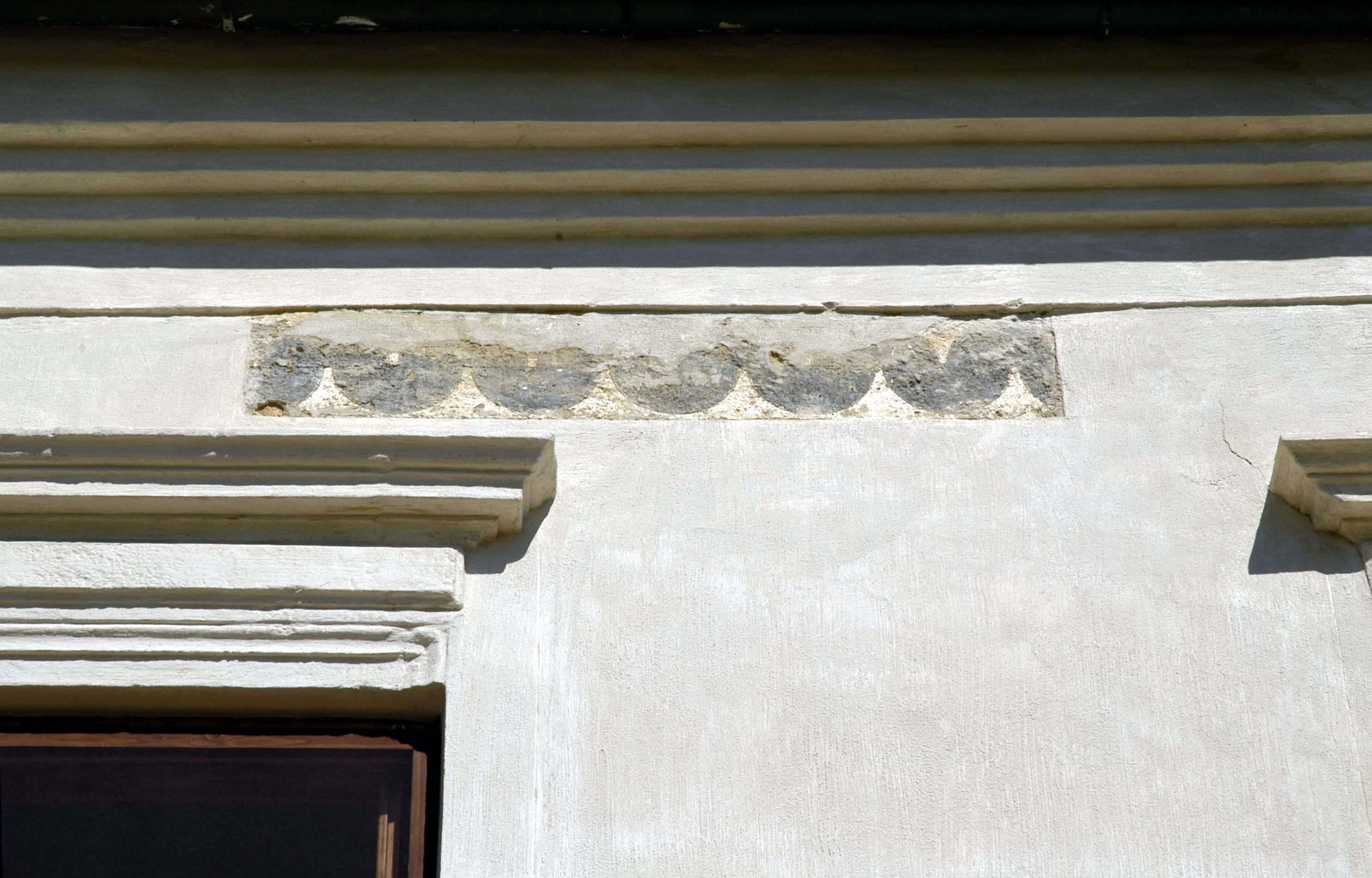
Reste des Mäanderfrieses über dem Portal

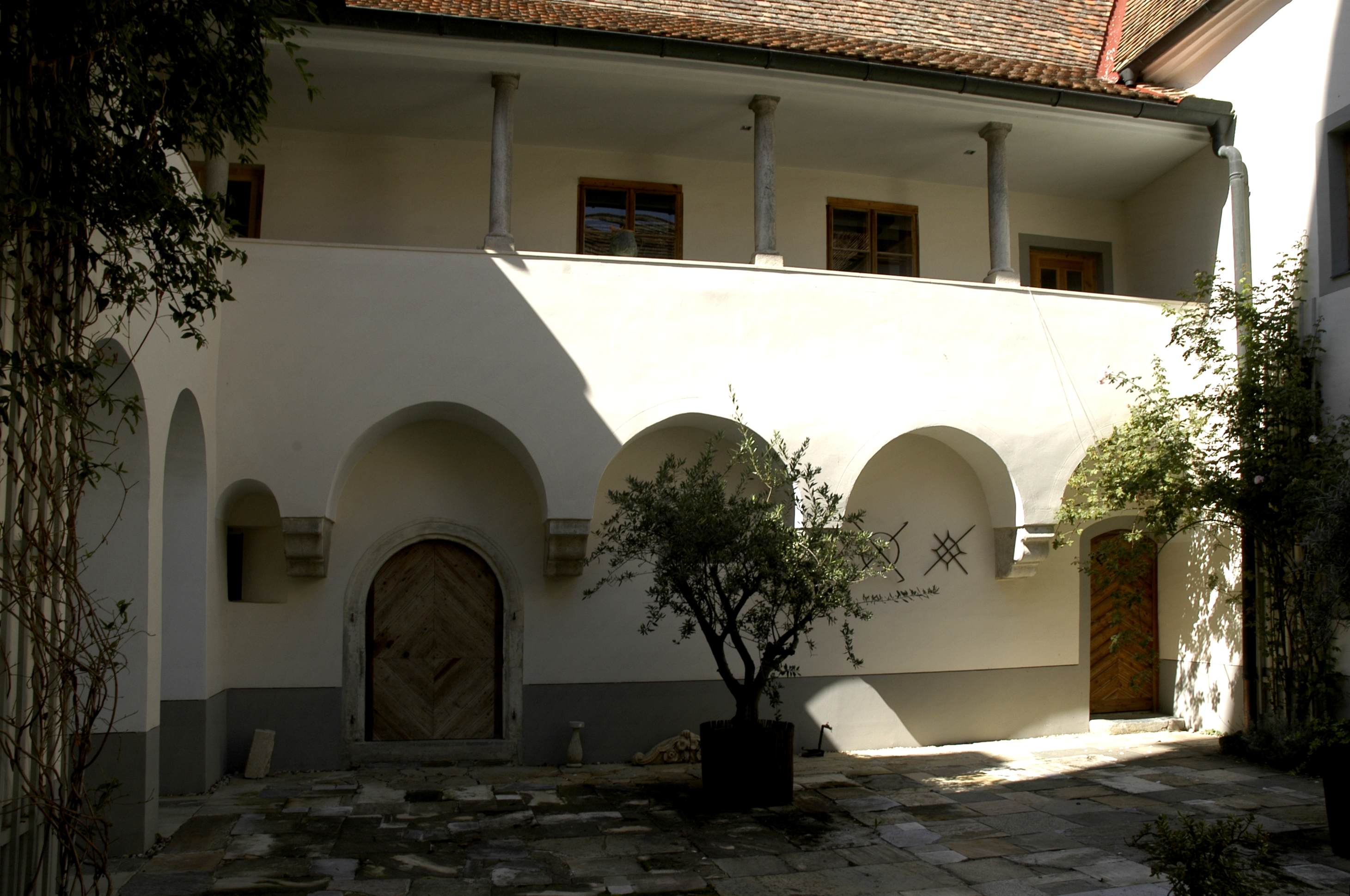
Einsicht in den Hof

#### Außen
Die im Kern spätgotische zweigeschoßige Vierflügelanlage mit Ziegelwalmdächern und Turm wurde um 1570 ausgebaut. Eine Inschrift über dem Portal an der Südfassade zeigt diese Jahreszahl. Das Schloss war ursprünglich von einer wehrhaften Mauer umschlossen, von der heute nur mehr Teile erhalten sind.
Die südliche neunachsige Hauptfront ist durch einen seitlich herausragenden Anbau symmetrisiert und durch ein Gesims zwischen den Geschoßen gegliedert. Die Fenster im Obergeschoß haben Gesimsverdachungen und teilweise Sohlbänke. Oberhalb des gotisierenden Portals aus dem ersten Viertel des 19. Jahrhunderts ist ein Teil des abschließenden Mäanderfrieses unterhalb des Traufgesimses erhalten. Zwischen der ersten und zweiten Fensterachse des Obergeschoßes befindet sich eine Sonnenuhr aus der zweiten Hälfte des 18. Jahrhunderts.
Den Südtrakt überragt ein Turm mit schlankem Pyramidendach, roter Ortsteinquaderung aus dem frühen 17. Jahrhundert und abschließendem barocken Aufsatz mit Querovalluken unter dem Dach aus der zweiten Hälfte des 18. Jahrhunderts.
An den anderen Fassaden befinden sich erneuerte gemalte Ortsteinquaderungen und gequaderte Kordonbänder in Rot aus der Zeit um 1700.
An drei Seiten des Hofes befinden sich im Obergeschoß Säulengänge unter offenen Pultdächern aus dem 16. Jahrhundert, im Westen auf spätgotischen Konsolen des ersten Baukerns, im Süden auf Nischenarkaden und im Osten als doppelgeschoßiger Säulengang mit Balkendecke.

#### Innen
Die Durchfahrt wird durch Kreuzgewölbe mit stuckierten Graten überwölbt, der anschließende Bereich des ersten Baukerns hat ein Tonnengewölbe. Hofseitig wird die Durchfahrt durch ein Rundbogenportal auf spätgotischem abgefasten Pfeiler abgeschlossen.
Im Erdgeschoß finden sich noch Stichkappentonnen aus dem ersten Baukern (Anfang des 16. Jahrhunderts) mit aufstuckierten Graten. Im Aufgang zum Turm sind Reste eines Freskos vom Anfang des 16. Jahrhunderts erhalten, das ein Kruzifix mit einer Assistenzfigur darstellt.

### Nebengebäude

#### Stöckl (Turm)

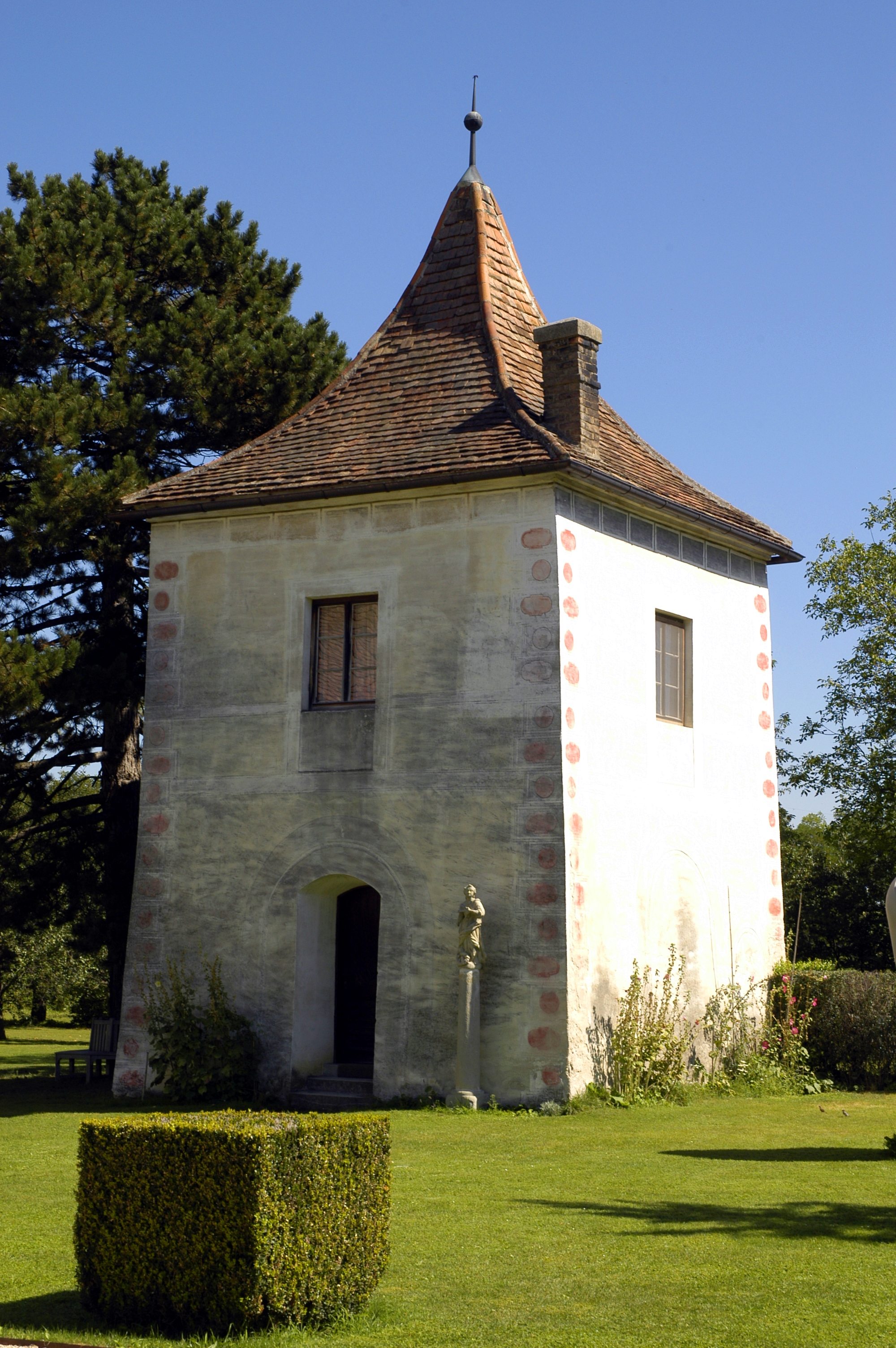
Das Stöckl im Schlossgarten

Neben dem Schloss steht im Garten ein zweigeschoßiger turmartiger Bau aus dem Ende des 16./Anfang des 17. Jahrhunderts. An der südwestlichen Ecke des geschwungenen Pyramidendaches befindet sich ein Schornstein. Das Gebäude ist mit einer erneuerten gemalten Ortsteinrahmung und einem gequaderten Traufband versehen. An der Westseite des geböschten Erdgeschoßes befindet sich ein schmales Rundbogenportal, an den anderen Fassadenseiten sind Spuren ehemaliger Rundbogenöffnungen in der Art eines Gartencasinos zu erkennen. Das Obergeschoß ist durch Rechteckfenster gegliedert.

#### Schüttkasten
Neben mehreren anderen Wirtschaftsgebäuden befindet sich auf dem Areal ein zum Teil barocker zweigeschoßiger Schüttkasten mit Breitfenstern. Das Gebäude hat ein Satteldach, die Fassade ist durch Lisenen und breite Faschen gegliedert.

## Sonstige Objekte
Im Schlosspark befinden sich weitere Objekte, die unter Denkmalschutz stehen:
- Eine Vierpassbrunnenschale aus dem 18. Jahrhundert. Je zwei runde und zwei würfelförmige reliefierte Sockeln am Rande des Beckens tragen barocke steinerne Gartenzwerge.
- Eine im Jahre 1802 renovierte Steinstatue des heiligen Florian aus dem 18. Jahrhundert auf hohem Sockel aus dem Jahre 1817.[4]